# Salvelinus grayi
Salvelinus grayi es una especie de pez, de la familia Salmonidae en el orden de los Salmoniformes.

## Reproducción
Desova durante el mes de noviembre en áreas rocosas y poco profundas.

## Alimentación
Come Cladoceras.

## Hábitat
Vive en zonas de aguas  templadas (55 ° N-54 ° N, 9 ° W-7 ° W).

## Distribución geográfica
Se encuentra en Europa: Irlanda.